# Rinon Okuwaki
Rinon Okuwaki (japanisch 奥脇 莉音 Okuwaki Rinon; * 30. Dezember 2004 in Saitama) ist eine japanische Tennisspielerin.

## Karriere
Okuwaki spielt vor allem auf Turnieren der ITF Women’s World Tennis Tour, bei denen sie bislang sechs Doppeltitel gewonnen hat.

## Turniersiege

### Doppel
| Nr. | Datum           | Turnier             | Kategorie | Belag     | Partnerin      | Finalgegnerinnen                           | Ergebnis         |
| --- | --------------- | ------------------- | --------- | --------- | -------------- | ------------------------------------------ | ---------------- |
| 1.  | 29. April 2023  | Fukui               | ITF W15   | Hartplatz | Li Yu-yun      | Erina Hayashi Kisa Yoshioka                | 3:6, 6:4, [10:8] |
| 2.  | 24. Juni 2023   | Los Angeles         | ITF W15   | Hartplatz | Tian Fangran   | Maria Fernanda Navarro Oliva Brandy Walker | 7:5, 6:3         |
| 3.  | 6. Januar 2024  | Monastir            | ITF W15   | Hartplatz | Anri Nagata    | Tilwith Di Girolami Yasmine Mansouri       | 6:2, 7:65        |
| 4.  | 6. Juli 2024    | Nakhon Si Thammarat | ITF W35   | Hartplatz | Jeong Bo-young | Vaidehi Chaudhari Peangtarn Plipuech       | 2:6, 7:5, [10:7] |
| 5.  | 17. August 2024 | Bydgoszcz           | ITF W35   | Sand      | Sada Nahimana  | Maryna Kolb Nadija Kolb                    | 6:4, 6:1         |
| 6.  | 4. Januar 2025  | Nairobi             | ITF W35   | Sand      | Sada Nahimana  | Alyssa Réguer Vicky Van de Peer            | 7:63, 6:2        |